# Fritz Wohlgemuth
Fritz Wohlgemuth (* 7. Februar 1913; † 13. Dezember 1950) war ein deutscher Fußballspieler.
Wohlgemuth war in der Spielzeit 1932/33 beim FC Schalke 04 aktiv. Mit den „Blauen“ erreichte der rechte Verteidiger die Meisterschafts-Endrunde. Dabei stand er auch im Finale, das die Schalker mit 0:3 gegen Fortuna Düsseldorf verloren, in der Mannschaft des Vizemeisters.